# Etna (merk)
Etna is een merk keukenapparatuur. De vroegere ijzergieterij die 'De Etna' heette was vooral fabrikant van huishoudelijke apparatuur.
Het bedrijf werd in 1856 door Cornelis Klep als C. Klep de Bruyn & Zoon te Breda opgericht. Het begon als ijzergieterij, later werd er een emailleer- en een galvaniseerinrichting aan het bedrijf toegevoegd.

## De Etna

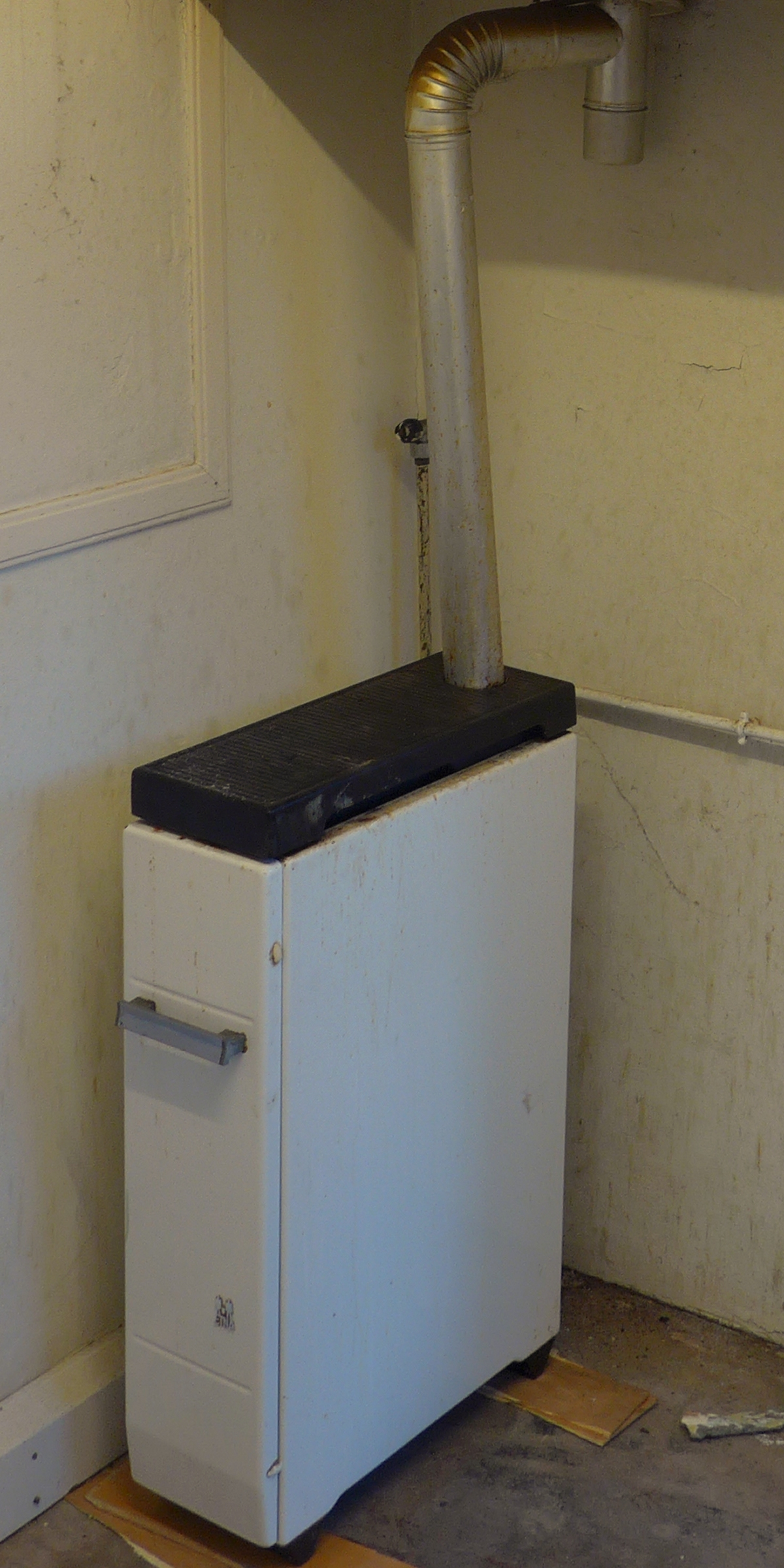
Etna gaskachel voor keuken met warmhoudplaat, 1970

Frans Klep nam het bedrijf in 1875 over. Er werkten toen 62 mensen. Hij bouwde in 1888 de fabriek "De Etna". In 1902 werd dit bedrijf een naamloze vennootschap. Het telde toen meer dan 200 werknemers en twee stoommachines. In 1904 richtte Frans nog een ander metaalbedrijf op, "De Emer" genaamd, voor zijn zoon Willem. Dit maakte gasmotoren en andere verbrandingsmotoren in zwaar gietwerk.
In de jaren 20 van de 20e eeuw profileerde De Etna zich als een van de beste gieterijen van Nederland. Het personeelsbestand was tot ongeveer 500 uitgegroeid. Men produceerde kolenkachels en gaskomforen, maar ook spoorrails en gietwerk voor waterleidingen. Daarnaast vervaardigde men landbouwwerktuigen als bietensnijders en veevoederketels. Uiteindelijk verlegde men het zwaartepunt van de productie naar de kachels en komforen, die in zeer grote aantallen werden vervaardigd, alsmede gietijzeren spoelbakken voor waterclosetten, petroleumstellen en dergelijke. In de hoogtijdagen werd 90% van de Nederlandse markt door Etna bediend: de producten waren goedkoop.
Beroemd was de reclamefilm uit 1929, "Een uitbarsting van de Etna" genaamd. Deze uitbarsting (van een kolenfornuis) culmineerde in de tekst: Spaar Uw geld als nooit tevoren, Gebruikt Etna's Gaskomforen...
Toen de centrale verwarming opkwam die de gaskachel verdrong, werden ook koelkasten en elektrische fornuizen vervaardigd.

## ATAG
In 1983 verhuisde de productie naar Ulft. In 2000 is Etna onder de naam Atag Nederland verdergegaan, samen met ATAG en Pelgrim en is sindsdien gevestigd in Duiven (bij Arnhem). Het telt ongeveer 350 medewerkers en is aanbieder van onder meer kookplaten, ovens, fornuizen, magnetrons, afzuigkappen, koel- en vrieskasten, vaatwassers, koffiemachines en wasmachines onder de merken ATAG, Pelgrim en Etna.